# Discographie de Deadmau5
La discographie du DJ et compositeur canadien deadmau5 est composée de 8 albums studio, de 9 albums compilation, de 6 EPs et de 40 singles.

## Albums

### Albums studio
| Année | Album | Meilleure position | Meilleure position | Meilleure position | Meilleure position | Meilleure position | Meilleure position | Meilleure position | Meilleure position | Meilleure position | Certifications                            |
| Année | Album | Canada ,           | Australie ,        | Irlande            | Pays-Bas           | Suisse             | France             | Royaume-Uni        | États-Unis         | États-Unis Dance   | Certifications                            |
| ----- | --- | ------------------ | ------------------ | ------------------ | ------------------ | ------------------ | ------------------ | ------------------ | ------------------ | ------------------ | ----------------------------------------- |
| 2005  | Get Scraped - Date de sortie : 26 juillet 2005 - Label: Zoolook Records - Formats: CD, Téléchargement digital                                                                                    | –                  | –                  | –                  | –                  | –                  | –                  | –                  | –                  | –                  |                                           |
| 2006  | Vexillology - Date de sortie : 6 novembre 2006 - Label: Play Digital - Formats: CD, Téléchargement digital                                                                                       | –                  | –                  | –                  | –                  | –                  | –                  | –                  | –                  | –                  |                                           |
| 2008  | Random Album Title - Date de sortie : 4 novembre 2008 - Label: mau5trap, Ultra Records ( États-Unis), Ministry of Sound ( Royaume-Uni) - Formats: CD, Téléchargement digital, Vinyl              | –                  | –                  | –                  | –                  | –                  | –                  | 31                 | –                  | 13                 | - Canada : Or                             |
| 2009  | For Lack of a Better Name - Date de sortie : 22 septembre 2009 ( États-Unis) - Label: mau5trap, Ultra Records ( États-Unis), Virgin Records ( Royaume-Uni) - Formats: CD, Téléchargement digital | 62                 | 49                 | 37                 | –                  | –                  | –                  | 19                 | –                  | 11                 | - Canada : Argent                         |
| 2010  | 4x4=12 - Date de sortie : 6 décembre 2010 ( Royaume-Uni) - Label: mau5trap, Ultra Records ( États-Unis), Virgin Records ( Royaume-Uni) - Formats: CD, Téléchargement digital, Vinyl              | 7                  | 56                 | 34                 | 84                 | 56                 | –                  | 48                 | 47                 | 2                  | - Canada : Platine - Royaume-Uni : Argent |
| 2012  | >album title goes here< - Date de sortie : 24 septembre 2012 - Label: mau5trap, EMI, Parlophone (label) - Formats: CD, Téléchargement digital, Vinyl                                             | 2                  | 11                 | 6                  | 16                 | 18                 | 51                 | 9                  | 6                  | 1                  | - Canada : Or                             |
| 2014  | while(1<2) - Date de sortie : 17 juin 2014 - Label : mau5trap, Astralwerks ( États-Unis ), Virgin Records ( Royaume-Uni) - Formats: CD, Téléchargement digital, Vinyl                            | 5                  | 9                  | 25                 | 36                 | 25                 | 165                | 14                 | 9                  | 1                  |                                           |
| 2016  | W:/2016ALBUM/ - Date de sortie : 2 décembre 2016 - Label : mau5trap - Formats: CD, Téléchargement digital, Vinyl                                                                                 | –                  | –                  | –                  | –                  | –                  | –                  | –                  | –                  | –                  |                                           |

### Albums compilation

#### Auto-produit
- deadmau5 Circa 1998-2002 (2006)[6]
- A Little Oblique (2006)
- Project 56 (2008)
- Stuff I Used To Do (2017)

#### Sortie sous mau5trap recordings
- Meowingtons Hax Tour Trax (2011)

#### Anthologies
- It Sounds Like (2009)

#### DJ Mixes
- At Play (2008)
- At Play Vol. 2 (2009)
- Tech-Trance-Electro Madness (2009) mix gratuit album pour Mixmag.
- At Play Vol. 3 (2010)
- The Remixes (2011)
- The Remixes Deluxe (2011)
- The Re-Edits (2011)
- At play Vol. 4 (2012)
- At Play Vol. 5 (2015)
- At Play Vol. 5 (DJ Mix) (2017)

### Albums live et DVD
- Live @ Earl's Court (2011)
- Meowingtons Hax 2k11 Toronto (2012)

### Album de mix
- Tech-Trance-Electro Madness (2009) Free Mix album in Mixmag

## EPs
- Full Circle (2007)
- Everything is Complicated (2007)
- deadmau5 E.P (2007)
- Arguru (2008)
- All You Ever Want Remixes (2009)
- Raise Your Weapon Remixes (2010)
- The Veldt (2012)
- 7 (2013)
- Afterhours Remixes (2014)
- mau5ville: Level 1 (2018)
- mau5ville: Level 2 (2018)
- Some EP (2024)
- Jaded EP (2024)

## Singles

### Liste des singles intégrale
En tant qu'artiste principal
- 2006: Full Bloom
- 2006: Reduction
- 2007: Sex, Lies, Audiotape
- 2007: Tau V1 / Tau V2
- 2007: Stereo Fidelity
- 2007: Outta My Life (feat. Billy Newton-Davis)
- 2007: This Noise
- 2007: Faxing Berlin / Jaded
- 2007: Not Exactly / We Fail
- 2007: Arguru
- 2008: Vanishing Point
- 2008: Alone with You
- 2008: I Like Your Music (feat. Billy Newton-Davis)
- 2008: Dr Funkenstein
- 2008: 1981
- 2008: Fifths
- 2008: Hi Friend! (feat. MC Flipside)
- 2008: Bye Friend!
- 2008: Clockwork
- 2008: Slip
- 2008: Ghosts 'n' Stuff (feat. Rob Swire)
- 2008: Bot / Some Kind of Blue
- 2009: All You Ever Want (feat. Billy Newton-Davis)
- 2009: Brazil / Cat On a Leash
- 2009: Lack of a Better Name
- 2009: Strobe
- 2009: Catbread / Word Problems
- 2010: Some Chords
- 2010: Sofi Needs a Ladder (feat. SOFI)
- 2010: Right This Second
- 2010: Limit Break (web release)
- 2010: Bad Selection
- 2010: Raise Your Weapon (feat. Greta Svabo Bech)
- 2011: HR 8938 Cephei
- 2011: Where My Keys
- 2011: Aural Psynapse
- 2012: Maths
- 2012: The Veldt (feat. Chris James)
- 2012: Professional Griefers (feat. Gerard Way)
- 2016: Snowcone
- 2016: Desynchronized
- 2016: Saved
- 2019: SATRN
- 2019: COASTED
- 2019: FALL
- 2021: Nextra
- 2022: XYZ
- 2023: People Are Still Having Sex
- 2024: Quezacolt

Collaborations
- 2006: Cocktail Queen (avec Melleefresh)
- 2006: Hey Baby (avec Melleefresh)
- 2007: Something Inside Me (avec Melleefresh)
- 2007: I Thought Inside Out (vs. Chris Lake)
- 2007: The Reward Is Cheese (vs. Jelo)
- 2007: After Hours (avec Melleefresh)
- 2008: Move for Me (avec Kaskade)
- 2008: I Remember (avec Kaskade)
- 2008: Attention Whore (vs. Melleefresh)
- 2010: Animal Rights (avec Wolfgang Gartner)
- 2010: I Said (avec Chris Lake)
- 2010: Seeya Next Tuesday / I Can't Behave Myself (avec Neon Hitch)[7]
- 2016: Beneath With Me (avec Kaskade et Skylar Grey)
- 2016: Let Go (avec Grabbitz)
- 2017: Legendary (avec Shotty Horroh)
- 2020: Pomegranate (avec The Neptunes)
- 2020: Bridged By A Lightwave (avec Kiesza)
- 2021: Channel 43 (avec Wolfgang Gartner)
- 2021: Hypnocurrency (avec Rezz)
- 2021: When The Summer Dies (avec LIGHTS)
- 2021: Hyperlandia (avec Foster The People)
- 2022: Escape (avec Kaskade et Hayla)
- 2022: My Heart Has Teeth (avec Skylar Grey)
- 2023: Antisec (avec Ytcracker)

### Singles classés dans les hit-parades
| Année | Chanson                                        | Meilleure position | Meilleure position | Meilleure position | Meilleure position | Meilleure position | Meilleure position | Meilleure position | Certifications         | Album                     |
| Année | Chanson                                        | Canada             | Pays-Bas           | Royaume-Uni        | États-Unis         | États-Unis Dance   | États-Unis Heat    | Europe             | Certifications         | Album                     |
| ----- | ---------------------------------------------- | ------------------ | ------------------ | ------------------ | ------------------ | ------------------ | ------------------ | ------------------ | ---------------------- | ------------------------- |
| 2007  | Faxing Berlin                                  | –                  | –                  | –                  | –                  | 6                  | –                  | –                  |                        | Random Album Title        |
| 2007  | Arguru                                         | –                  | –                  | 185                | –                  | –                  | –                  | –                  |                        | Random Album Title        |
| 2008  | Move for Me (avec Kaskade)                     | 66                 | –                  | 190                | –                  | 1                  | –                  | –                  |                        | Strobelite Seduction      |
| 2008  | I Remember (avec Kaskade)                      | –                  | 23                 | 14                 | –                  | 1                  | –                  | 46                 | - Royaume-Uni : Argent | Random Album Title        |
| 2008  | Ghosts 'n' Stuff (featuring Rob Swire)         | 53                 | –                  | 12                 | –                  | 1                  | 24                 | 41                 | - États-Unis : Platine | For Lack of a Better Name |
| 2009  | "Brazil (2nd Edit)"                            | –                  | 73                 | –                  | –                  | –                  | –                  | –                  |                        | Random Album Title        |
| 2010  | "Strobe"                                       | –                  | –                  | 122                | –                  | –                  | –                  | –                  |                        | For Lack of a Better Name |
| 2010  | Animal Rights (avec Wolfgang Gartner)          | –                  | –                  | 72                 | –                  | –                  | –                  | –                  |                        | 4x4=12                    |
| 2010  | Sofi Needs a Ladder" (featuring SOFI)          | 73                 | –                  | 68                 | –                  | 41                 | –                  | –                  |                        | 4x4=12                    |
| 2010  | Some Chords                                    | –                  | –                  | 120                | –                  | –                  | –                  | –                  |                        | 4x4=12                    |
| 2010  | Right This Second                              | 79                 | –                  | 100                | –                  | –                  | –                  | –                  |                        | 4x4=12                    |
| 2010  | Bad Selection                                  | –                  | –                  | 137                | –                  | –                  | –                  | –                  |                        | 4x4=12                    |
| 2010  | Raise Your Weapon (featuring Greta Svabo Bech) | 93                 | –                  | 117                | 100                | –                  | 11                 | –                  |                        | 4x4=12                    |
| 2011  | Aural Psynapse                                 | 38                 | –                  | 150                | 103                | –                  | 16                 | –                  |                        | non-album singles         |
| 2012  | Maths                                          | –                  | –                  | 197                | –                  | –                  | –                  | –                  |                        | Album Title Goes Here     |
| 2012  | The Veldt (featuring Chris James)              | 24                 | 63                 | 68                 | –                  | –                  | –                  | 124                |                        | Album Title Goes Here     |
| 2012  | Professional Griefers (featuring Gerard Way)   | -                  | -                  | -                  | –                  | –                  | –                  | -                  |                        | Album Title Goes Here     |

### Autres chansons classées
| Année | Chanson                     | Meilleure position | Meilleure position | Album          |
| Année | Chanson                     | Canada ,           | États-Unis Dance   | Album          |
| ----- | --------------------------- | ------------------ | ------------------ | -------------- |
| 2010  | Sex Slave (vs. Melleefresh) | –                  | 15                 | At Play Vol. 2 |
| 2010  | A City in Florida           | 83                 | –                  | 4x4=12         |

### Clips vidéo
| Année | Chanson               | Réalisateur     |
| ----- | --------------------- | --------------- |
| 2008  | Move for Me           |                 |
| 2008  | I Remember            | Colin O'Toole   |
| 2008  | Ghosts 'n' Stuff      | Colin O'Toole   |
| 2010  | Sofi Needs A Ladder   |                 |
| 2012  | The Veldt             | Manroop Takhar  |
| 2012  | Professional Griefers |                 |
| 2016  | Beneath With Me       | Daniel Carberry |

### Remixes
- Billy Newton Davis - Outta My Life (deadmau5 Remix)
- Blendbrank - Synthetic Symphony (deadmau5 Remix)
- Bodyrox avec Luciana - What Planet You On (deadmau5 Remix)
- Burufunk et Carbon Community - Community Funk (deadmau5 Remix)
- Burufunk et Carbon Community - Community Funk (deadmau5 Remix-Cubrik Re-Edit)
- Calvin Harris - Merrymaking At My Place (deadmau5 Remix + Dub Mix)
- Calvin Harris - I'm Not Alone (deadmau5 Remix)
- Carl Cox Vs. Yousef - I Want You (deadmau5 Remix)
- Cirez D - Teaser (deadmau5 Remix Version 1)
- Cirez D - Teaser (deadmau5 Remix Version 2)
- ClearCut - Breathless (deadmau5 Vocal Remix + Dub Mix)
- Daft Punk - Harder, Better, Faster, Stronger (deadmau5 Edit)
- Energy 52 - Cafe Del Mar (deadmau5 Remix)
- Faithless - God is a DJ (deadmau5 Remix)
- Foo Fighters - Rope (deadmau5 Remix)
- Filter Freq - Dirty Sexy Club Music (deadmau5 Remix)
- Gianluca Motta feat. Molly Bancroft - Not Alone (deadmau5 Vocal + Dub Remixes) (2008)
- Hybrid - Finished Symphony (deadmau5 Remix)
- James Talk - Remote (deadmau5 Remix)
- James Zabiela et Nic Faniculli presents One+One - No Pressure (deadmau5 Remix)
- Jorgensen vs BSD - I Don't Care (deadmau5 Remix)
- Julien-K - Look At U (deadmau5 remix + deadmau5 Holland 9000 remix)
- Kamisshake - Dark Beat (deadmau5 Remix + Dub Mix)
- Lützenkirchen - 3 Tage Wach (deadmau5 Remix)
- Marco Demark avec Casey Barnes - Tiny Dancer (deadmau5 Remix)
- Matt Rock - What U Feel (deadmau5 Remix)
- Medina - You & I (deadmau5 Remix)
- Micky Slim vs House of Pain - Jump Around (deadmau5 Remix)
- Mike Di Scala vs Colin Airey - Space And Time (deadmau5 Vocal + Dub Remixes)
- Morgan Page avec Lissie - Longest Road (deadmau5 Remix)
- Nathan Fake - The Sky Was Pink (deadmau5 Edit)
- Noir - Super Skunk (deadmau5 Remix)
- NuBreed - NuFunk (deadmau5 Remix)
- NuBreed - NuFunk (deadmau5 Remix-Cubrik Re-Edit)
- One + One - No Pressure (deadmau5 Remix)
- Prime 33 - Burn (deadmau5 Remix)
- Prime 33 - Burn (deadmau5 Remix-Cubrik Re-Edit)
- The Prodigy - Everybody In The Place (deadmau5 Remix)
- Purple Code - The Rising (deadmau5 Remix)
- Purple Code - The Rising (deadmau5 Remix-Cubrik Re-Edit)
- Rachael Starr - To Forever (deadmau5 Vocal+Dub Remixes)
- Rogue Traders - Don't You Want To Feel (deadmau5 Remix)
- Rage Against the Machine - Killing in the name of (deadmau5 Remix)
- Sébastien Léger - Bad Clock (deadmau5's Broken Clock Remix)
- Sydney Blu - Give It Up For Me (deadmau5 Remix)
- The Crystal Method - Cherry Twist (deadmau5 Remix)
- Tom Neville - Slide (deadmau5 Remix)
- Young Rebels & Francesco Diaz - It's Our Future (deadmau5 Remix)